# 巴泰克塞
巴泰克塞（法語：Battexey，法語發音：[batɛksɛ] ⓘ）是法国大東部大區孚日省的一个市镇，属于埃皮纳勒区。

## 地理
巴泰克塞（48°23'23"N, 6°10'50"E）面积2.72 平方千米，位于法国大東部大區孚日省，该省份为法国东北部内陆省份，北起默兹省和默尔特-摩泽尔省，西接上马恩省，南至上索恩省和贝尔福地区省，东临上莱茵省和下莱茵省。
与巴泰克塞接壤的市镇（或旧市镇、城区）包括：埃尔居涅、马东河畔马兰维尔、克萨龙瓦勒、布拉勒维尔。

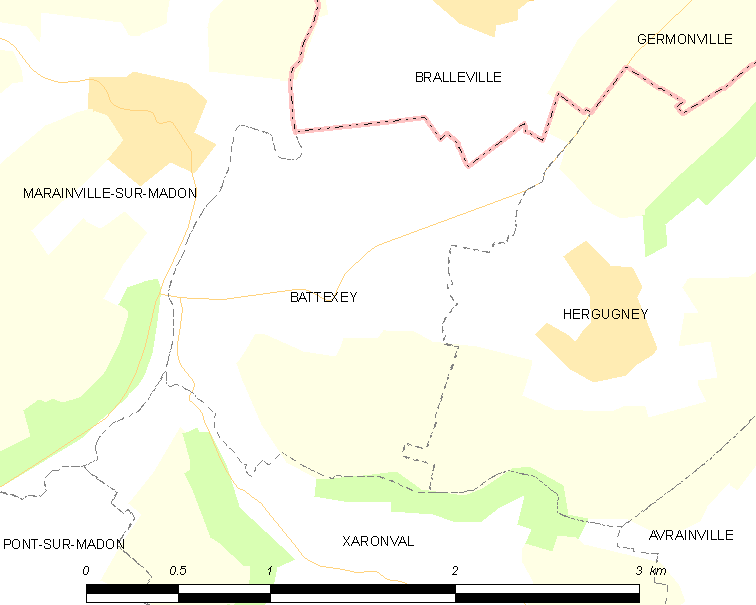
巴泰克塞的OSM定位图

巴泰克塞的时区为UTC+01:00、UTC+02:00（夏令时）。

## 行政
巴泰克塞的邮政编码为88130，INSEE市镇编码为88038。

## 政治
巴泰克塞所属的省级选区为沙尔姆县。

## 人口

1962-2008年间巴泰克塞人口变化图示

巴泰克塞于2022年1月1日时的人口数量为34人。